# 堀江美穂
堀江 美穂（ほりえ みほ、1978年2月20日 - ）は、東海地方を中心に活動するディスクジョッキー（ラジオパーソナリティ）である。

## 来歴
愛知県名古屋市出身。名古屋市立山田高等学校卒業。卒業後には留学のために渡米し、ダラス・バプティスト大学（英語版）メディアコミュニケーション学部を卒業。その後帰国し、広告会社に就職する。
2002年、第9回ZIP-FMミュージック・ナビゲーター・コンテストでグランプリを受賞。2003年、ZIP-FMでミュージック・ナビゲーターデビュー。後に結婚・出産してからもナビゲーター業を続けている。なお、2女1男の母である。
2022年3月ZIP-FMとの契約満了。
2023-24シーズンからはジャパン・プロフェッショナル・バスケットボールリーグ・名古屋ダイヤモンドドルフィンズのサブアリーナMCを担当する。

## 出演

### ラジオ番組
- JOYFUL（ZIP-FM、2016年4月 - 2022年3月）
- 太郎ちゃんの元気が出るラジオ(FM AICHI、2022年10月-2024年3月 毎週火曜日27時、2024年4月- 毎週日曜日24時)